# Felipe Guimarães

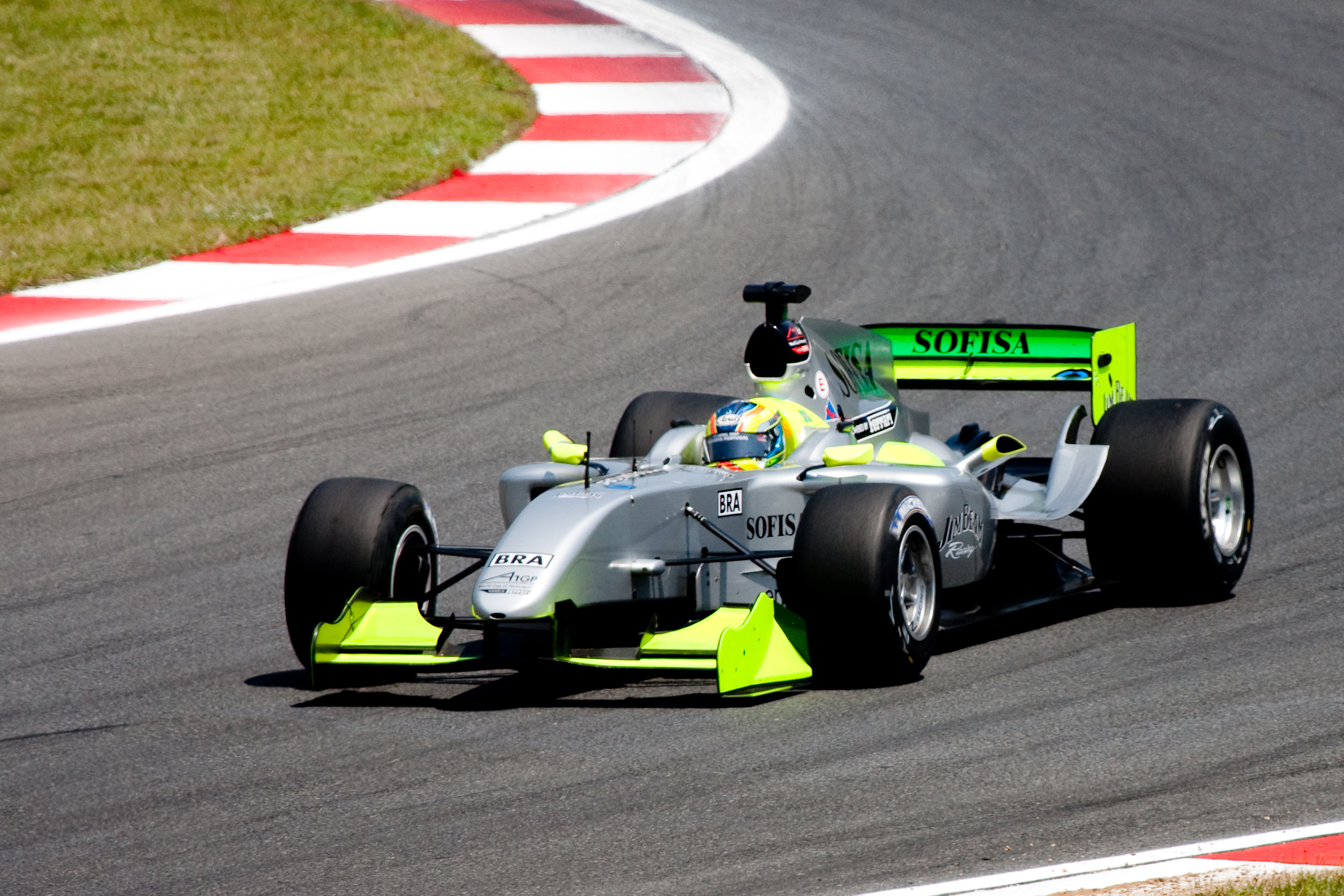
Guimarães fuhr 2008/09 in der A1GP

Felipe Guimarães (* 22. März 1991 in Anápolis) ist ein ehemaliger brasilianischer Automobilrennfahrer. Er gewann 2013 die südamerikanische Formel-3-Meisterschaft.

## Karriere
Guimarães begann seine Motorsportkarriere 2000 im Kartsport, in dem er bis 2006 aktiv war. In den folgenden Jahren startete er weiterhin bei einigen Kartrennen. 2007 stieg Guimarães in den Formelsport ein und wurde mit zwei Siegen auf Anhieb Vierter der südamerikanischen Formel-3-Meisterschaft.
2008 wechselte Guimarães nach Europa in die Euroseries 3000, in der er zu 6 von 16 Rennen startete. Am Saisonende belegte er mit einem zweiten Platz als bestes Resultat den neunten Gesamtrang. Im Winter 2008/09 trat Guimarães in der A1GP-Serie für das brasilianische Team an. Als einziger Pilot des Teams erreichte er einen zweiten Platz. Das Team erreichte den 15. Gesamtrang. Anschließend startete er für Bryan Herta Autosport bei drei Rennen der Indy Lights und belegte die Plätze zwei, drei und vier. Die Fahrerwertung schloss er auf dem 23. Platz ab. 2010 kehrte Guimarães nach Europa zurück und startete für das Addax Team in der neugegründeten GP3-Serie. Am Saisonende belegte er mit einem dritten Platz als bestes Ergebnis den 16. Gesamtrang.
2011 und 2012 fand Guimarães kein festes Cockpit und trat zu einigen Rennen der südamerikanischen Formel-3-Meisterschaft an. 2011 bestritt er ein Rennen für Cesário Fórmula. 2012 ging er sechsmal für Hitech Racing an den Start. Dabei gelangen ihm vier Siege. 2013 absolvierte Guimarães die komplette Saison der südamerikanischen Formel-3-Meisterschaft für Hitech Racing. Er gewann 13 Rennen und entschied die Meisterschaft für sich. Darüber hinaus gewann er für Hitech Racing 2013 und 2014 das F3 Brazil Open. Außerdem startete Guimarães 2013 für Fortec Motorsports in der britischen Formel-3-Meisterschaft. Dabei gelangen ihm zwei Siege und er wurde Vierter in der Fahrerwertung. 2014 wechselte Guimarães zunächst zu Double R Racing in die europäische Formel-3-Meisterschaft. Er erzielte zweimal Punkte. Nach mehreren Unfällen und fünf Ausfällen in Folge entschied er sich, die Serie nach dem sechsten Rennwochenende zu verlassen. Am Saisonende lag er auf dem 22. Rang. Darüber hinaus nahm Guimarães 2014 an insgesamt drei Tourenwagenrennen der brasilianischen Tourenwagen-Meisterschaft sowie des Petrobras de Marcas Cups teil.

## Statistik

### Karrierestationen
| - 2000–2006: Kartsport - 2007: Südamerikanische Formel 3 (Platz 4) - 2008: Euroseries 3000 (Platz 9) - 2009: A1GP - 2009: Indy Lights (Platz 23) | - 2010: GP3-Serie (Platz 16) - 2011: Südamerikanische Formel 3 (Platz 10) - 2012: Südamerikanische Formel 3 (Platz 4) - 2013: Südamerikanische Formel 3 (Meister) - 2013: Britische Formel 3 (Platz 4) | - 2014: Europäische Formel 3 (Platz 22) - 2014: Brasilianische Tourenwagen (Platz 21) - 2014: Petrobras de Marcas Cup (Platz 27) |

### Einzelergebnisse in der GP3-Serie
| Jahr | Team       | 1   | 2   | 3   | 4   | 5   | 6   | 7   | 8   | 9   | 10  | 11  | 12  | 13  | 14  | 15  | 16  | Punkte | Rang |
| ---- | ---------- | --- | --- | --- | --- | --- | --- | --- | --- | --- | --- | --- | --- | --- | --- | --- | --- | ------ | ---- |
| 2010 | Addax Team | ESP | ESP | TUR | TUR | ESP | ESP | GBR | GBR | GER | GER | HUN | HUN | BEL | BEL | ITA | ITA | 9      | 16.  |
| 2010 | Addax Team | DNF | 20  | 3   | 6   | DNF | 18  | DNF | 23  | 7   | 7   | 13  | DNF | DNF | 9   | DNF | 17  | 9      | 16.  |

### Einzelergebnisse in der europäischen Formel-3-Meisterschaft
| Jahr | Team            | Motor    | 1   | 2   | 3   | 4   | 5   | 6   | 7   | 8   | 9   | 10  | 11  | 12  | 13  | 14  | 15  | 16  | 17  | 18  | 19  | 20  | 21  | 22  | 23  | 24  | 25  | 26  | 27  | 28  | 29  | 30  | 31  | 32  | 33  | Punkte | Rang |
| ---- | --------------- | -------- | --- | --- | --- | --- | --- | --- | --- | --- | --- | --- | --- | --- | --- | --- | --- | --- | --- | --- | --- | --- | --- | --- | --- | --- | --- | --- | --- | --- | --- | --- | --- | --- | --- | ------ | ---- |
| 2014 | Double R Racing | Mercedes | SIL | SIL | SIL | HO1 | HO1 | HO1 | PAU | PAU | PAU | HUN | HUN | HUN | SPA | SPA | SPA | NOR | NOR | NOR | MOS | MOS | MOS | SPI | SPI | SPI | NÜR | NÜR | NÜR | IMO | IMO | IMO | HO2 | HO2 | HO2 | 5      | 22.  |
| 2014 | Double R Racing | Mercedes | 10  | 11  | DNF | 12  | 14  | DNF | 16  | 15  | 12  | 13  | 13  | 20  | 8   | DNF | DNF | DNF | DNF | DNF |     |     |     |     |     |     |     |     |     |     |     |     |     |     |     | 5      | 22.  |